# Zeta Serpentis
Zeta Serpentis (ζ Serpentis, förkortat Zeta Ser, ζ Ser) som är stjärnans Bayerbeteckning, är en ensam stjärna belägen i den sydöstra delen av stjärnbilden Ormen. Den har en skenbar magnitud på 4,62 och är synlig för blotta ögat där ljusföroreningar ej förekommer. Baserat på parallaxmätning inom Hipparcosuppdraget på ca 42,5 mas, beräknas den befinna sig på ett avstånd på ca 77 ljusår (ca 24 parsek) från solen. Stjärnan rör sig närmare solen med en radiell hastighet på -50,7 km/s. Den kommer att ha sin närmaste position om ca 400 000 år när den gör perihelionpassagen på ett uppskattat avstånd på 25,7 ljusår.

## Egenskaper
Zeta Serpentis är en gul till vit stjärna i huvudserien av spektralklass F2 V. Den har en massa som är omkring 40 procent större än solens massa, en radie som är ca 1,8 gånger större än solens och utsänder från dess fotosfär ca 6,3  gånger mera energi än solen vid en effektiv temperatur på ca 7 900  K.